# AH-1W 슈퍼코브라

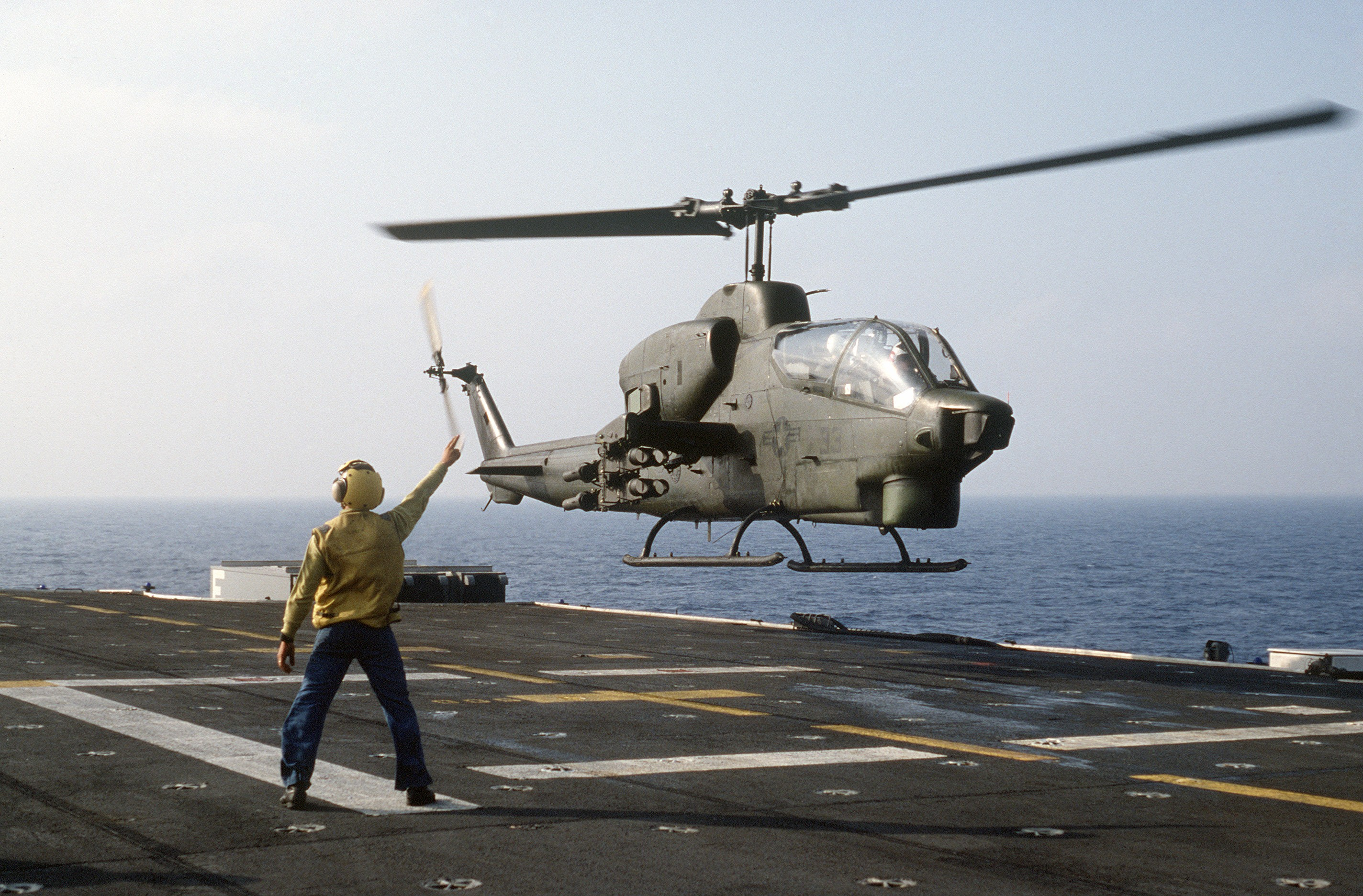
AH-1T 임프루브드 시코브라

AH-1W 슈퍼코브라는 기존의 육군용 단발엔진 AH-1 코브라 공격헬기를 해병대용 쌍발엔진으로 업그레이드 한 것이다.

## 역사
슈퍼코브라 계열은 AH-1J 시코브라, AH-1T 임프루브드 시코브라, AH-1W 슈퍼코브라가 있다. 슈퍼코브라는 수십년째 미국 해병대의 상륙작전용 공격헬기로 사용중이다. 최신형인 벨 AH-1Z 바이퍼로 교체중이다. 시코브라는 토우 미사일, 슈퍼코브라와 바이퍼는 헬파이어 미사일을 장착한다.
최대이륙중량 6.7톤인데, 최대이륙중량 10톤인 AH-64 아파치와 엔진이 같다. 최신형인 미해군 AH-1Z 바이퍼가 61대만 생산된 것에 비해, 미해군 AH-1W 슈퍼코브라는 1200대가 넘게 생산되었다. 바이퍼도 아파치 엔진을 사용한다.

## 이란
1971년, 이란이 AH-1J 슈퍼코브라 202대를 구매했다. 이후 미국과 적대관계가 되었으며, 1998년 이란이 국내개발한 판하 2091의 초도비행에 성공했다.

## 사용국가
- 이란 - 202대
- 대만 - 1991년 도입결정, 2001년까지 AH-1W 63대 도입. 터키에 이은 두번째 AH-1W 도입국가
- 튀르키예
- 미국

## 같이 보기
- 벨 AH-1Z 바이퍼